# Котеліа
Котеліа (груз. კოთელია) — село в Грузії.
За даними перепису населення 2014 року в селі проживає 441 особа.